# Hypanartia kefersteini
Hypanartia kefersteini är en fjärilsart som beskrevs av Doubleday 1847. Hypanartia kefersteini ingår i släktet Hypanartia och familjen praktfjärilar. Inga underarter finns listade i Catalogue of Life.